# Hofen (Mühlhausen)
Hofen ist ein Gemeindeteil der Gemeinde Mühlhausen im Landkreis Neumarkt in der Oberpfalz in Bayern.

## Lage
Das Kirchdorf liegt nördlich des Schlüpfelberges am westlichen Sulztalrand nordwestlich des Gemeindesitzes.

## Geschichte
In einer Urkunde von 1268 heißt es, dass die Reichsministerialen (ab 1523 Reichsfreiherren, ab 1673 Reichsgrafen) von Wolfstein auf Sulzbürg unter anderem in Hofen Dienstmannen sitzen hatten. 1330 ist der Ortsadelige und wohl Ministeriale der Herren von Stein „Conrad de Hofen“ genannt. Als 1376 die Herren von Stein, die zu dieser Zeit noch auf der Burg Niedersulzbürg saßen, das Klösterlein „Zum heiligen Grab“ am Schlüpfelberg gewissermaßen als Filiale des Benediktinerklosters Plankstetten gründeten, war unter den Fundationsgütern aus ihrem Eigengut auch ein Hof zu Hofen. 1425 erwarben Wigalus und Wilhelm von Wolfstein zur Abrundung ihres Herrschaftsgebietes um Sulzbürg von der Ortsadeligen Elsbeth Hofnerin zu Hofen einen Hof und mehrere Hofstätten. Von den Besitznachfolgern der Hofnerin, Georg und Albrecht Klackl, erwarben sie 1436 „ir Behausung zu Hoven mit der Hofmark“; von dem Sitz der Hofner, der wohl in der Nähe der Kirche war, hat sich nichts erhalten. Wenige Jahre zuvor, 1430, hatten die beiden Wolfsteiner mit dem Herzog einen Vertrag geschlossen, der die Hochgerichtsgrenzen festlegte; Hofen lag innerhalb des Fraischbezirkes der Wolfsteiner, der bis Ellmannsdorf hinunterreichte. 1442 und 1480 ist Hofen als Filiale der Pfarrei Weidenwang erwähnt.
Circa 1732 bildeten 21 „Mannschaften“ mit dem Hirtenhaus das Dorf. Bald darauf, 1740 starb mit dem letzten Reichsgrafen von Wolfstein, Christian Albrecht, das Geschlecht aus; sein Besitz kam als erledigtes Reichslehen (1769 auch der Allodialbesitz) an das herzogliche Bayern, das zur Verwaltung dieser Güter, auch der Güter des Dorfes Hofen, die Kabinettsherrschaften Sulzbürg-Pyrbaum errichtete. Ein Hof in Hofen gehörte grundherrschaftlich noch zum „Klösterlein Grab“; die Gerichtsbarkeit über diesen Hof, nicht aber die Einkünfte, hatte aber das Kloster Plankstetten im Verlaufe der Reformation an die Wolfsteiner verloren. Am Ende des Alten Reiches, um 1800, bestand Hofen aus 23 Höfen unterschiedlicher Größe und dem gemeindlichen Hirtenhaus und unterstand hoch- und niedergerichtlich der herzoglich-bayerischen, zuletzt kurpfalzbayerischen Kabinettsherrschaft Sulzbürg.
Im Königreich Bayern wurde um 1810/20 der Steuerdistrikt Sulzbürg gebildet, dem Hofen zugeordnet war. Infolge des Zweiten Gemeindeedikts entstand um 1820 die Ruralgemeinde Mühlhausen; seitdem gehört Hofen zu Mühlhausen. 1847 gab es Auswanderungen nach Amerika.
Im Ortsverzeichnis für Bayern vom Jahr 1961 wird Hofen als „Tochterkirchengemeinde der evangelisch-lutherischen Pfarrei Kerkhofen“ bezeichnet. 1442 war Hofen noch eine Filiale der (katholischen) Pfarrei Weidenwang, in der 1542 die Reformation eingeführt wurde. Als Dorf im Territorium der um 1530 evangelisch gewordenen Herren von Wolfstein wurde Hofen nicht von der seit 1621 durchgeführten Gegenreformation des bayerischen Kurfürsten erfasst. 1923 wurde der Jugendbund Hofen-Kerkhofen gegründet, die heutige Landeskirchliche Gemeinschaft Hofen. Die in bayerischer Zeit hinzugezogenen wenigen Katholiken des Dorfes sind nach der katholischen Pfarrei Sulzbürg gepfarrt.

### Einwohnerzahlen
- 1830: 120 (25 Häuser)[15]
- 1861: 122 (davon 7 Katholiken; 63 Gebäude, 1 Kirche)[16]
- 1871: 131 (47 Gebäude; Großvieh: 3 Pferde, 171 Rinder)[17]
- 1900: 114 (26 Wohngebäude)[18]
- 1938: 125 (8 Katholiken, 115 Protestanten)[19]
- 1961: 124 (25 Wohngebäude)[20]
- 1970: 108[21]
- 1987: 121 (31 Wohngebäude, 34 Wohnungen)[1]

## Baudenkmäler

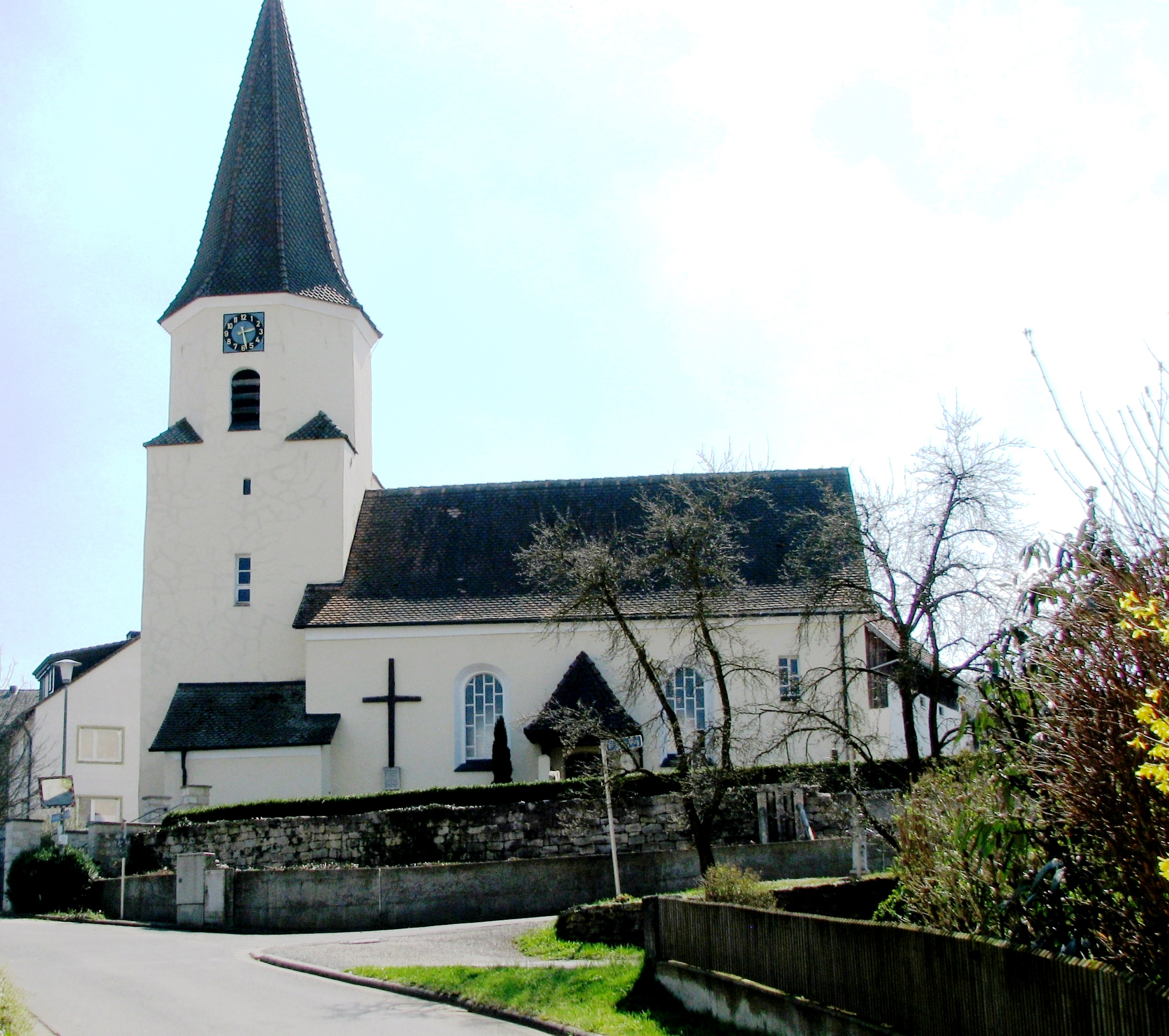
Willibaldskirche in Hofen

Als Baudenkmäler gelten neben der Willibaldskirche und der Friedhofsbefestigung (17./18. Jahrhundert) zwei Wohnstallbauten aus dem 18./19. Jahrhundert (Haus Nr. 5 und Nr. 20). Das Langhaus der Willibaldskirche stammt von 1717/18; vom ersten Kirchenbau aus dem 13. Jahrhundert hat sich das viereckige Turmuntergeschoss erhalten. Der Altar stammt aus der zweiten Hälfte des 17. Jahrhunderts und hat zwei gerade, weinlaubumrankte Säulen mit seitlichen Engelköpfen und als Altarbild die Abendmahlsszene. Die Kanzel wurde in der ersten Hälfte des 17. Jahrhunderts geschaffen. Eine Taufschüssel mit der Darstellung der Stammeltern stammt aus dem ausgehenden 15. Jahrhundert. Eine Figur des hl. Willibald aus der Kirche bekam 1869 der Historische Verein von Oberpfalz und Regensburg vom damaligen Pfarrverweser in Kerkhofen geschenkt.

## Verkehrsanbindung
Der Ort liegt westlich der Kreisstraße NM 12, von der zwei Gemeindeverbindungsstraßen zum Dorf führen. Eine weitere Straße führt von Sulzbürg herunter nach Hofen.